# Aeroplanino di carta

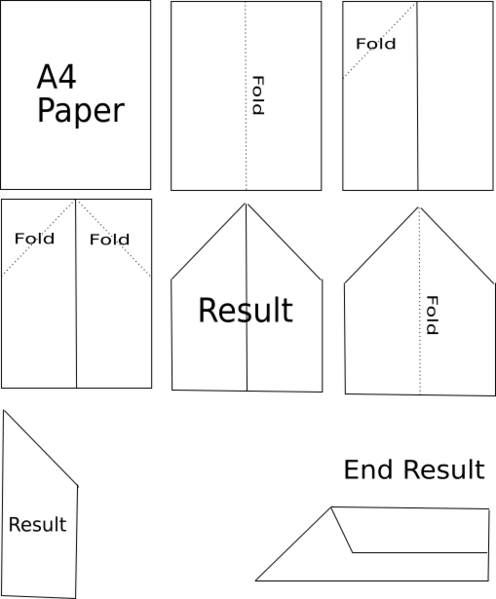
Diagramma di un aeroplanino di carta tradizionale.

Un aeroplanino di carta o aeroplano di carta è un modellino di aeroplano giocattolo realizzato in carta. È probabilmente la forma più comune di aerogami (un tipo di origami, l'arte giapponese di piegare la carta). In giapponese viene chiamato 紙飛行機 (kami hikoki; kami=carta, hikoki=aeroplano).

La sua popolarità è dovuta al fatto di essere uno dei tipi più semplici di origami. La versione più semplice richiede solo sei passi per essere completata correttamente.

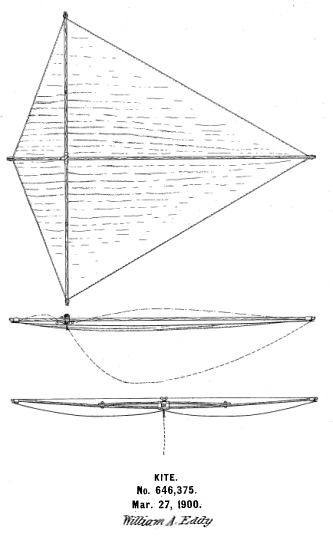
Gli aquiloni erano usati dai Cinesi per far sollevare oggetti nell'aria

L'uso della carta per creare giocattoli si ritiene abbia avuto origine 2.000 anni fa in Cina, dove gli aquiloni erano una popolare forma di intrattenimento. Anche se questi possono essere considerati i predecessori dei moderni aeroplani di carta, nessuno può dirsi sicuro di dove questa invenzione abbia avuto origine; i disegni per la velocità, il sollevamento e l'aspetto sono stati migliorati nel corso degli anni.
La prima data nota di creazione degli aeroplanini di carta viene collocata al 1909. Comunque, la versione più accettata della data di creazione è posta due decenni dopo, nel 1930, da parte di Jack Northrop (ingegnere della Lockheed Corporation). Northrop usava gli aeroplanini di carta come prova, così da poter scoprire nuove idee per far volare gli aerei veri.

## Tipi di aeroplanini di carta
Esistono molti tipi di aeroplanini di carta.

### Tradizionale
Questo tipo di aeroplanino di carta richiede solo sei passaggi (con la procedura corretta), ma ne bastano anche cinque se si salta la prima piegatura che serve a dividere in due il foglio. Verrà utilizzato un foglio di carta rettangolare formato A3, A4 o lettera (preferibilmente gli ultimi due).

#### Istruzioni
1. Piegare in due il foglio di carta in modo da sovrapporre i due lati lunghi e riaprirlo. Si otterrà una linea di piegatura che divide in due il foglio e servirà nei passi successivi.
2. Tenendo il foglio in modo che i lati lunghi siano in posizione verticale, piegare l'angolo superiore sinistro del foglio in modo che il semi-lato superiore del foglio combaci con la piegatura centrale
3. Ripetere l'operazione del passo 2 con l'angolo superiore destro.
4. Ripiegare il foglio seguendo la linea creata al passo 1.
5. Creare le due ali piegando i lembi del foglio lungo una linea parallela alla piega centrale, distante da questa un paio di centimetri.

### DC-03
Ci sono molte persone che hanno dichiarato di aver creato il "miglior aeroplano di carta al mondo". Un esempio può essere il modello DC-03, con grandi ali da aliante e, unico tra gli aeroplani di carta, una coda. Sfortunatamente non esiste una federazione internazionale dell'aeroplano di carta che possa verificare se queste dichiarazioni siano o meno vere.

## Aerodinamica

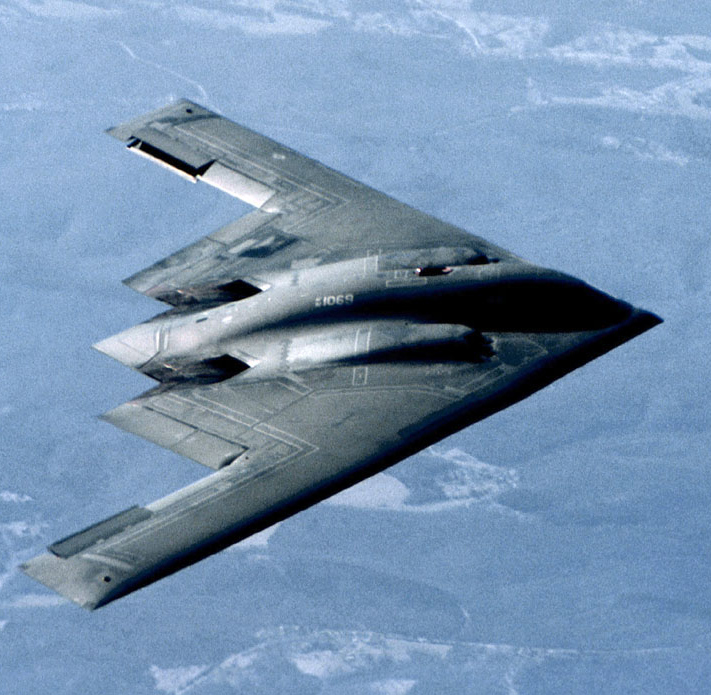
Il Northrop Grumman B-2 Spirit viene usato da Blackburn come esempio di aeroplano stabile.

Anche se il modello DC-07 ha le ali, il detentore del primato del mondo Ken Blackburn non si trova d'accordo con la decisione di mettere una 'coda' sugli aerei di carta. La sua spiegazione dell'aerodinamica dell'aeroplano di carta sul suo sito ci dice che non c'è bisogno della coda. Usa l'ala del bombardiere B-2 Spirit, realmente esistente, come esempio, dichiarando che i pesi lungo l'ala servono a mettere più peso frontalmente e quindi rendere l'aereo più stabile.
In modo indipendente Edmond Hui inventa, nel 1977, un aereo di carta somigliante al bombardiere stealth chiamato Paperang, basato sull'aerodinamica dei deltaplani. Unico nel suo genere, ha sezioni che controllano l'aria, ali con alti coefficienti di penetrazione, e un metodo di costruzione pensato per consentire al costruttore di variare ogni particolare del suo aspetto. È anche stato soggetto di un libro, Amazing Paper Airplanes nel 1987 e di un certo numero di articoli apparsi sui quotidiani nel 1992. Non è idoneo alla maggior parte delle competizioni di aeroplanini di carta a causa dell'utilizzo di una graffetta, ma ha delle performance di planata estremamente elevate oltrepassando i rapporti di planata di 12 a 1 con una buona stabilità.
Nonostante sia pensiero comune che gli aeroplanini leggeri volino più lontano di quelli pesanti, ciò è considerato falso da Blackburn. Il suo aereo "vecchio" di 20 anni e detentore di primati (Istruzioni) era basato sul suo convincimento che i migliori aerei avessero ali corte e fossero "pesanti" al momento della fase di lancio, ma allo stesso tempo che ali più lunghe e un minor peso permettessero di aver migliori tempi di volo, pur non potendo esser lanciati con forza nell'aria come quelli più pesanti. Sempre secondo Blackburn, "per una massima elevazione e un buon passaggio al volo planato, il lancio deve rientrare nei 10° di verticale": ciò dimostrerebbe che una velocità di circa 100 km all'ora è quella necessaria per lanciare l'aeroplano di carta con successo.

## Record del mondo
Ci sono stati molti tentativi negli anni di rompere le barriere di lancio dell'aeroplano di carta per il maggior tempo passato in aria. Ken Blackburn ha tenuto questo record del mondo per 13 anni (dal 1983 al 1996) e lo ha riguadagnato l'8 ottobre 1998 facendo volare il suo aeroplano di carta al chiuso per 27,6 secondi. Ciò è stato confermato da funzionari del gruppo dei Guinness e da un servizio della CNN.  L'aeroplanino che Blackburn ha usato in questo tentativo di superamento era di un tipo che può esser classificato nella categoria "alianti".